# Autarquismo
El autarquismo (de autarquía entendida como "gobierno de uno mismo") es una filosofía política que defiende la libertad individual y rechaza el Estado en favor de la decisión individual (de uno mismo y no de otro). Es una versión pacifista del anarcocapitalismo. El concepto fue creado por Robert LeFevre, un "autoproclamado autarquista" reconocido como tal por Murray Rothbard, para explicar su filosofía, donde distinguía el autarquismo del anarquismo (esencialmente refiriéndose al anarquismo clásico), cuya economía sentía implica intervenciones contrarias a la libertad, en contraste a su convicción en el laissez faire de la escuela austríaca. Profesar "un brillante y espumoso individualismo ", mientras "defiende algún tipo de procedimiento para interferir con los procesos de un mercado libre", el anarquismo le parecía a LeFevre autocontradictorio.
LeFevre encuentra la premisa fundamental de la autarquía en el estoicismo de los filósofos, como Zenón, Epicuro y Marco Aurelio, que se resume en la imposición de "control a ti mismo". Fusionando estas influencias llegó a la filosofía autarquista: "Los estoicos proporcionan el marco moral; los epicúreos, la motivación; los praxeologistas, la metodología. Propongo llamar a este conjunto de sistemas ideológicos autarquía, porque autarquía significa autogobierno." 
LeFevre sostuvo que "el puente entre Spooner y los autarquistas de hoy en día fue construido principalmente por personas como H.L. Mencken, Albert Jay Nock, y Mark Twain". Ralph Waldo Emerson, aunque no se llamó un autarquista, LeFevre consideró que expuso la autarquía. Philip Jenkins ha declarado que "hizo hincapié en ideas emersonianas de liberación individual, la autarquía, autosuficiencia y autogobierno, y se opuso enérgicamente a la conformidad social". Robert D. Richardson sostuvo que la anarquía que Emerson "tenía en mente sería 'autarquía', un gobierno libre".
George Burghope escribió el ensayo "autarquía o, en el arte del autogobierno" en 1691, con un significado similar.